# Arte na Espanha

As Meninas de Diego Velázquez (Museu do Prado, Madri)

As primeiras manifestações de arte na Espanha são do período paleolítico, destacando-se as pinturas rupestres em grutas da região da Cantábria, sendo que a gruta de Altamira é considerada a mais importante fonte de arte paleolítica.
A arte paleocristã constitui a etapa final da influência romana. O intercâmbio cultural que acontece do século II ao século IV teve pouca vigência na Península Ibérica, pois as invasões dos povos germânicos se iniciaram no ano 409.

## Pintura

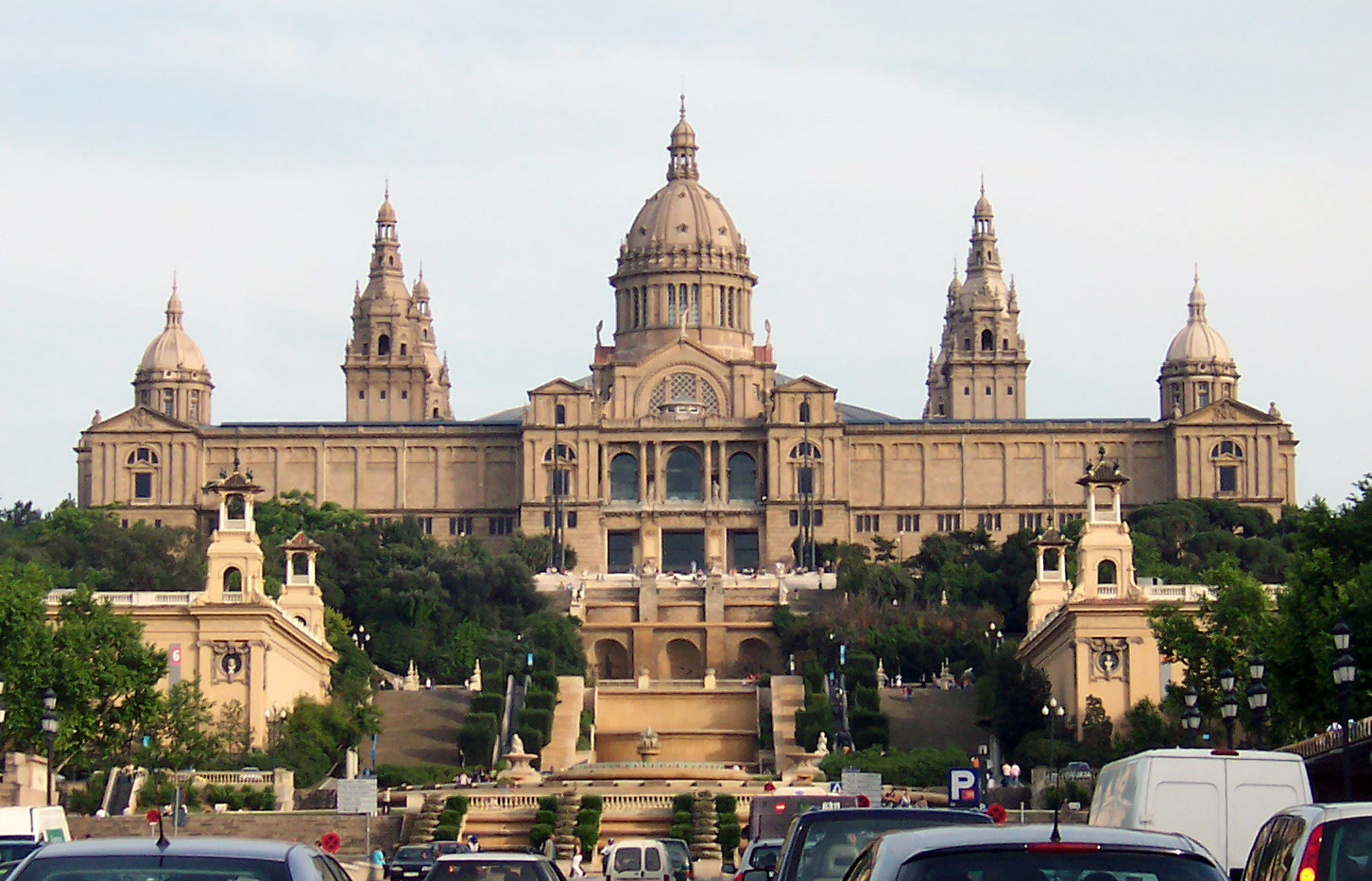
O Palácio Nacional, sede principal do Museu Nacional de Arte da Catalunha

No renascimento destacam-se Pedro Berruguete, Luis de Morales, El Greco.
Na pintura do barroco da Espanha destacam-se Diego Velázquez, Bartolomé Esteban Murillo, José de Ribera e Francisco de Zurbarán. No século XIX, Francisco Goya. No século XX os nomes mais importantes são Pablo Picasso, Joan Miró e Salvador Dalí. Na escultura do românico destaca-se Mestre Mateus e os escultores do Mosteiro de Santo Domingo de Silos; do gótico, Gil de Siloé.
Na escultura do plateresco destaca-se Alonso Berruguete; no renascimento, Diego de Siloé e Juan de Juni; no final do século XVI ao século XVII surgem os nomes de Juan Martínez Montañés, chamado de Fídias sevilhano, Gregorio Fernández e Alonso Cano.
No século XVIII destaca-se Francisco Salzillo e Narciso Tomé.

## Escultura

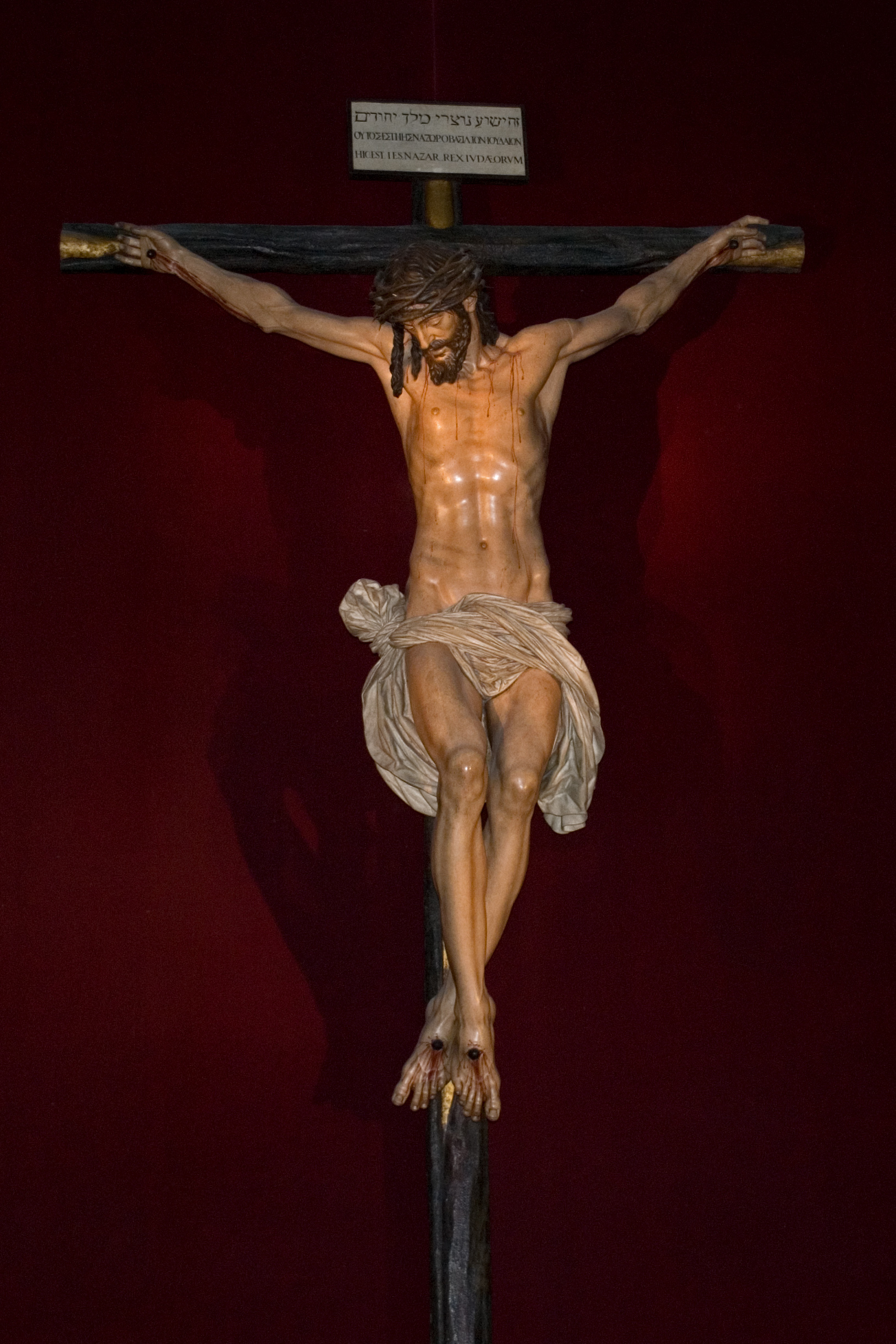
Cristo de la clemencia de Juan Martínez Montañés

Na escultura do românico destaca-se Mestre Mateus e os escultores do Mosteiro de Santo Domingo de Silos; do gótico, Gil de Siloé.
Na escultura do plateresco destaca-se Alonso Berruguete; no renascimento, Diego de Siloé e Juan de Juni; no final do século XVI ao século XVII surgem os nomes de Juan Martínez Montañés, chamado de Fídias sevilhano, Gregorio Fernández e Alonso Cano.
No século XVIII destaca-se Francisco Salzillo e Narciso Tomé.

## Outras disciplinas artísticas
- Arquitetura
- Literatura
- Cinema
- Dança
- Teatro
- Música
- Fotografia
- Artesanato
- Artes gráficas

## Alguns museus de arte da Espanha
- Museu do Prado, em Madri.

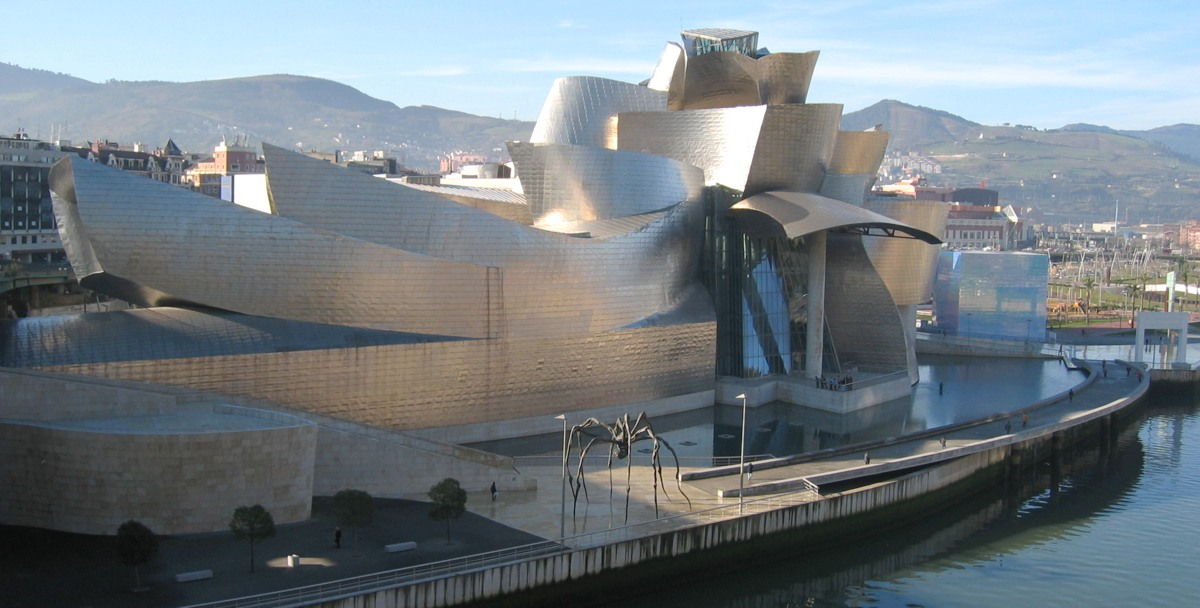
Museu Guggenheim Bilbao

- Museu Thyssen-Bornemisza, em Madri.
- Museu Rainha Sofia, em Madri.
- Museu Nacional de Arte da Catalunha, em Barcelona
- Museu Guggenheim Bilbao, em Bilbao
- Museu Nacional Colégio de São Gregório, em Valladolid.
- Museu de Escultura ao Ar Livre de Alcala de Henares, em Madri.

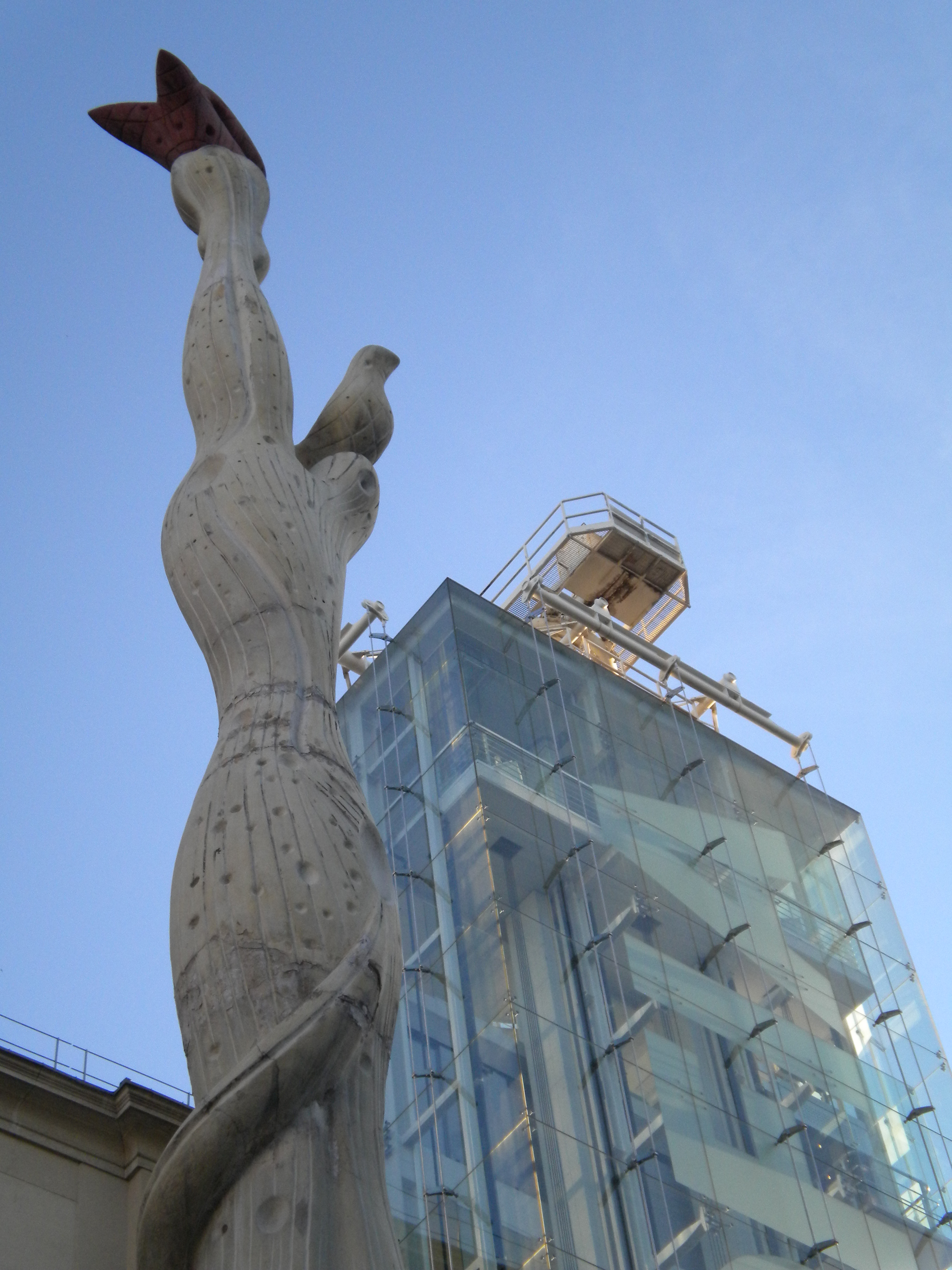
Museu Nacional Centro de Arte Reina Sofia.